# Girinídeos
Girinídeos (Gyrinidae) é uma família de coleópteros que normalmente vive à superfície da água. Esta família possui cerca de 800 espécies já descritas em todo o mundo.
Em Portugal, os espécimes dessa família são genericamente conhecidos como escaravelho-de-água. No Brasil, são popularmente chamados de mãe-d'água (ou besouro-mãe-d'água) por habitarem águas límpidas e oxigenadas próximo a nascentes.
Têm entre 3 a 15 mm de comprimento. Apresentam adaptações específicas ao seu habitat natural: os olhos são subdivididos em duas metades, uma dorsal especializada para a visão fora de água, e uma ventral para visão dentro de água; as patas são modificadas, sendo que as do par dianteiro são grandes e estreitas, usadas para capturar as presas, e o segundo e terceiro pares de patas são mais reduzidos, de forma achatada e utilizadas para nadar.
Formam colónias à superfície da água, deslizando a uma grande velocidade e descrevendo constantes curvas; em caso de perigo, submergem. São predadores e caçam insectos aquáticos ou caídos na água. As larvas são também carnívoras e vivem abaixo da superfície da água, respirando por brânquias traqueais.

## Géneros
Andogyrus

Aulonogyrus

Dineutus

Enhydrus

Gyretes

Gyrinus

Heterogyrus

Macrogyrus

Metagyrinus

Orectochilus

Orectogyrus

Porrorhynchus

Spanglerogyrus